# T.J. Duckett
Todd Jeffery Duckett (Kalamazoo, 17 febbraio 1981) è un ex giocatore di football americano statunitense che ha militato nel ruolo di running back nella National Football League (NFL).

## Carriera

### Atlanta Falcons
Al college Duckett giocò a football a Michigan State. Nel Draft NFL 2002 fu selezionato come diciottesimo assoluto dagli Atlanta Falcons. La sua miglior stagione fu la seconda, in cui corse i record in carriera di 779 yard e 11 touchdown.

### Washington Redskins
Dopo quattro stagioni ad Atlanta, nel 2006 Duckett firmò con i Washington Redskins, con cui disputò una sola stagione, correndo i minimi in carriera di 132 yard e 2 touchdown in 10 partite.

### Detroit Lions
Nel 2007 Duckett militò nei Detroit Lions con cui corse 332 yard e 3 touchdown in 12 partite.

### Seattle Seahawks
Il 4 marzo 2008 Duckett firmò con i Seattle Seahawks un contratto quinquennale del valore di 14 milioni di dollari. Tuttavia vi giocò una sola stagione, in cui fu utilizzato nelle corse a corto raggio, chiudendo con 8 touchdown, il suo massimo dal 2005.